# Lancia D24
Lancia D24 — гоночний спортивний автомобіль, розробленим Lancia в 1953 році і використовувався в гонках спортивних автомобілів у 1953 і 1954 роках. Окрім ралійних версій Fulvia, Stratos, Delta та чистокровного ралійного автомобіля Rally 037, D24 був найуспішнішим спортивним автомобілем в історії автоспорту Lancia.

## Історія
Після D20 і D23, D24 був третім спортивним автомобілем у серії проектів дизайнерського відділу Lancia під керівництвом Вітторіо Яно. Шасі D23 було перероблено для D24, тепер воно стало коротшим і легшим. Двигун V6 був розточений до 3,3 літра і тепер розвивав 265 к.с.

## Історія перегонів
D24 дебютував у гонках на 1000 км на Нюрбургринзі в 1953 році. Хуан Мануель Фанхіо поділився шасі 0002 з Феліче Бонетто, а шасі 0001 керували Роберт Манзон і П'єро Таруффі. Обидва автомобілі вийшли з ладу через технічні несправності. Бензонасос автомобіля Фанхіо/Бонетто вийшов з ладу після піт-стопу; несправний акумулятор зупинив другий автомобіль. На Carrera Panamericana була подвійна перемога команд Фанхіо/Бронзоні та Таруффі/Маджіо. Ніхто в Lancia не був особливо радий цьому успіху, оскільки Феліче Бонетто потрапив у смертельну аварію на D24 під час цієї гонки. Шасі 0002 було знищено і пізніше не відновлювалося.
1954 рік був успішним для D24. Після потрійної невдачі на 12-годинній гонці в Себрінгу П’єро Таруффі та його штурман Карло Луоні виграли Джіро ді Сицилія, Альберто Аскарі виграв Mille Miglia, а П’єро Таруффі виграв Targa Florio. За цим послідували подальші успіхи Еудженіо Кастеллотті в національних італійських гонках спортивних автомобілів і другий і третій у Tourist Trophy.
Наприкінці сезону Lancia припинила свою участь у спортивних автомобілях і повністю зосередилася на Monoposto D50 і чемпіонаті світу Формули-1. Один з автомобілів був проданий Хуану Перону в 1955 році. У 1980 році цей автомобіль повернувся в Італію і належить італійському дворянину. Другий вцілілий автомобіль зараз знаходиться в музеї Lancia.